# 计算生物学
计算生物学（Computational Biology）是生物学的一个分支。根据美国国家卫生研究所（NIH）的定义，它是指开发和应用数据分析及理论的方法、数学建模和计算机仿真技术，用于生物学、行为学和社会群体系统的研究的一门学科。该领域被广泛定义，包括计算机科学，应用数学，动画，统计学，生物化学，化学，生物物理学，分子生物学，遗传学，基因组学，生态学，进化，解剖学，神经科学和科学可视化的基础。
计算生物学与生物计算学不同，生物计算是计算机科学和计算机工程的子领域，使用生物工程和生物学建造计算机，但是类似于生物信息学，这是一个跨学科的科学，使用计算机存储和处理生物数据。

## 主要研究内容

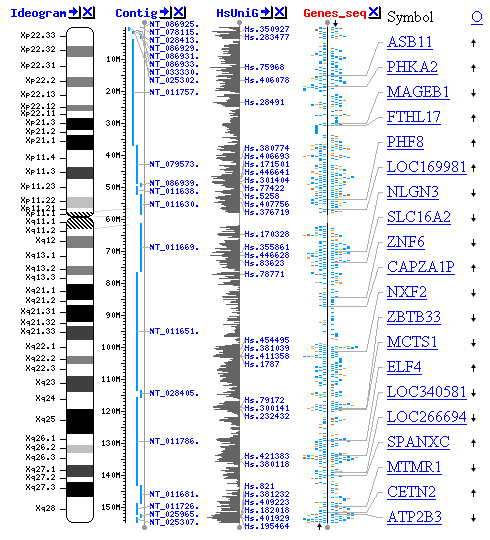
部分测序的基因组。

### 序列比对
序列比对所研究的基本问题是两个或多个序列间的相似性。序列比对是计算生物学的基本问题之一。对序列的两两比对，已经有了基于动态规划的较成熟的算法以及建立在此基础上的软件包BLAST。对于两个序列的局部比对问题，可以用史密斯-沃特曼算法来解决。多重序列的比对目前还缺乏快速并且十分有效的算法。

## 与生物信息学的区别与聯繫
某些人将计算生物学作为生物信息学的同义词处理；但是另外一些人认为计算生物学和生物信息学应当被作为不同的条目处理，因为生物信息学主要侧重于对生物学中所得信息的采集、存贮、分析处理与可视化方面，而计算生物学主要侧重于使用计算技术对生物学问题进行研究方面。